# NGC 4240
NGC 4240 este o galaxie eliptică situată în constelația Fecioara. A fost descoperită în 20 mai 1875 de către Ernst Wilhelm Tempel.